# 埃克斯特倫冰架

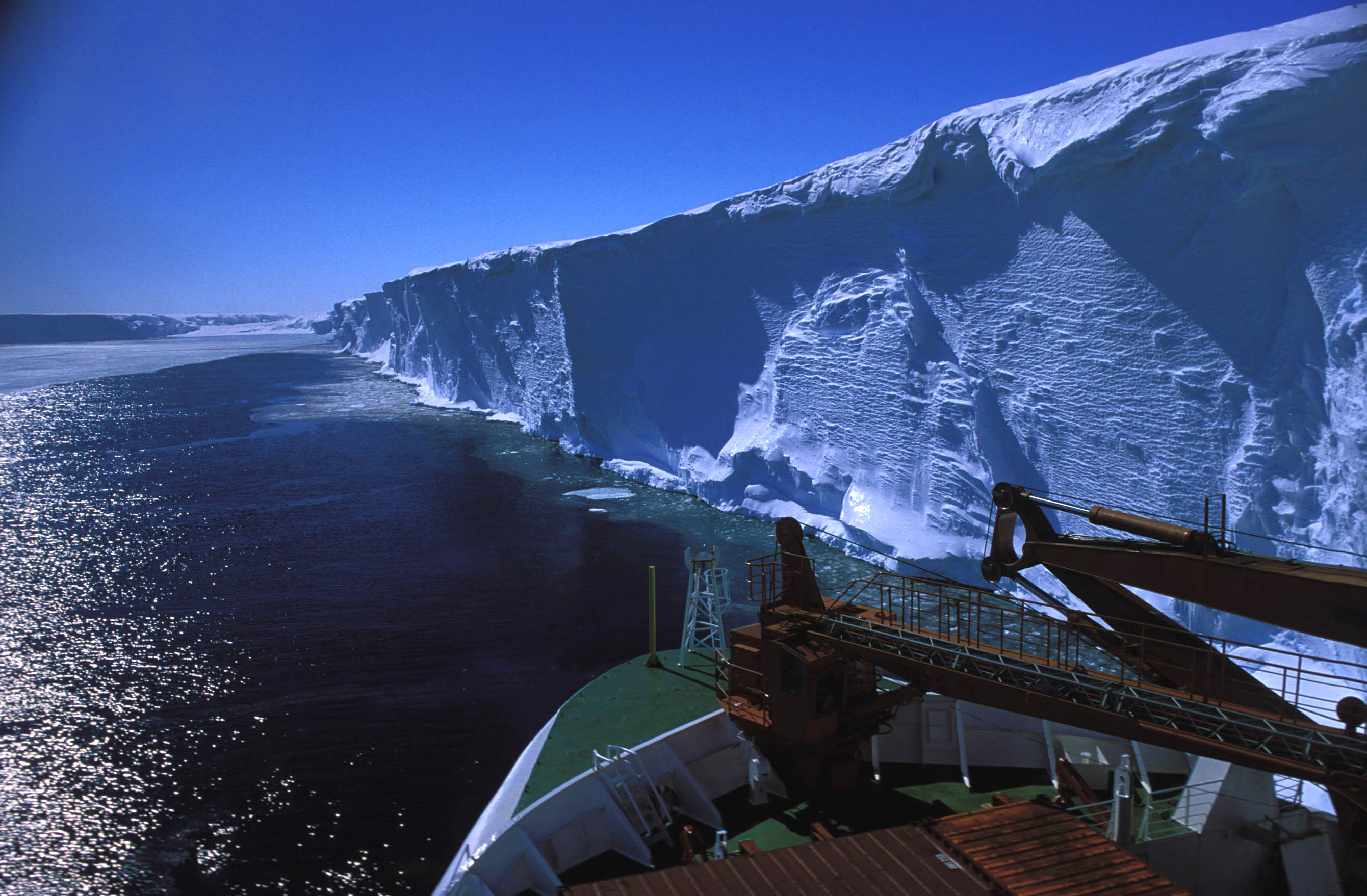

埃克斯特倫冰架（挪威語：Ekströmisen）是南極洲的冰架，位於毛德皇后地，面積8,700平方公里，最高點海拔高度15米，德國研究站設於冰架東北部，1949至1952年挪威、英國和瑞典探險隊繪製的地圖中有把該地區被標示出來。
71°S 8°W / 71°S 8°W